# Tigridieae
Tigridieae je monofiletički biljni tribus iz porodice perunikoivki, dio potporodice Iridoideae.
Ime tribusa dolazi po rodu Tigridia, a raširen je po Novom svijetu.

## Rodovi
1. Larentia Klatt (3 spp.)
2. Cipura Aubl. (7 spp.)
3. Lethia Ravenna (1 sp.)
4. Salpingostylis Small (1 sp.)
5. Nemastylis Nutt. (5 spp.)
6. Herbertia Sweet (9 spp.), herbercija
7. Calydorea Herb. (20 spp.)
8. Cypella Herb. (35 spp.), cipela
9. Onira Ravenna (1 spp.),
10. Alophia Herb. (6 spp.)
11. Phalocallis Herb. (1 spp.)
12. Eleutherine Herb. (2 spp.)
13. Hesperoxiphion Baker (3 spp.)
14. Gelasine Herb. (5 spp.)
15. Mastigostyla I. M. Johnst. (29 spp.)
16. Ennealophus N. E. Br. (5 spp.)
17. Cobana Ravenna (1 sp.)
18. Tigridia Juss. (65 spp.), tigrov cvijet